# Thomas Major

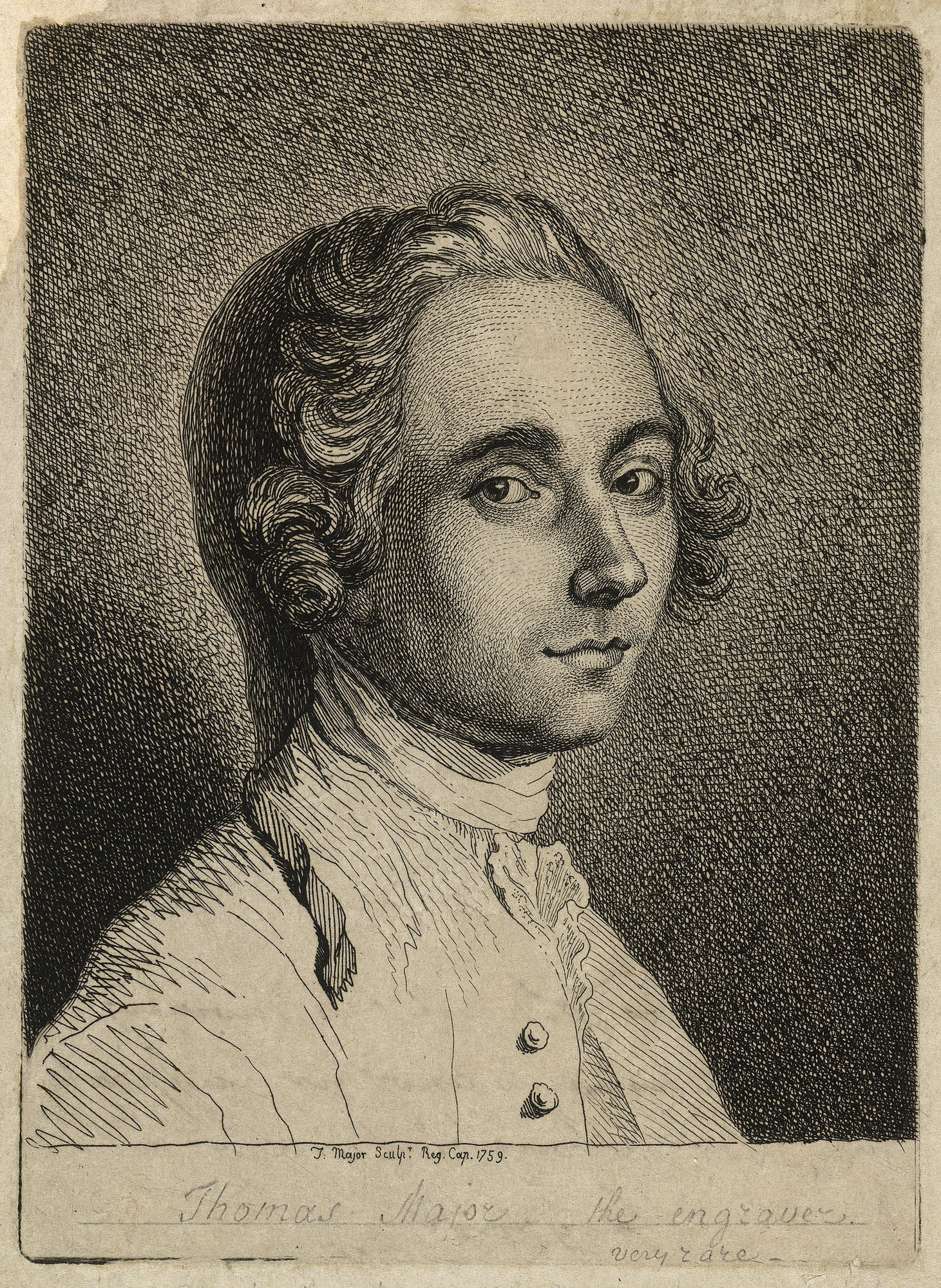
Selbstporträt, 1759, Royal Collection

Thomas Major (* 1720 in Buckinghamshire; † 30. Dezember 1799 in London-Covent Garden) war ein britischer Radierer, Kupfer- und Siegelstecher sowie Illustrator.

## Leben
Major erhielt eine Ausbildung bei dem französischen, ab 1735 in London tätigen Maler, Zeichner und Stecher Hubert-François Gravelot. 1745 folgte er ihm nach Paris, wo er sich bei Jacques-Philippe Le Bas und bei Charles-Nicolas Cochin dem Jüngeren weiter vervollkommnete. Als politische Konsequenz der Schlacht bei Culloden wurde Major im Oktober 1746 als feindlicher Ausländer betrachtet und wie seinerzeit weitere Engländer in der Bastille inhaftiert. Durch Intervention des französischen Außenministers René Louis d’Argenson kam er nach einer Weile jedoch wieder frei. 1748 kehrte er in sein Heimatland zurück und lebte bis zu seinem Tod als Reproduktionsstecher in London. Dort erfuhr er eine Förderung durch William Augustus, Duke of Cumberland und wurde Kupferstecher für den britischen Thronfolger Friedrich Ludwig von Hannover sowie  königlicher Siegelstecher von Georg II. und Georg III. Am 26. Februar 1770 wurde er als erster seines Fachs in die angesehene Royal Academy of Arts aufgenommen. Major gehörte zu den frühen Freunden von Thomas Gainsborough. Er war verheiratet und wurde zwischen 1752 und 1771 Vater von sechzehn Kindern.

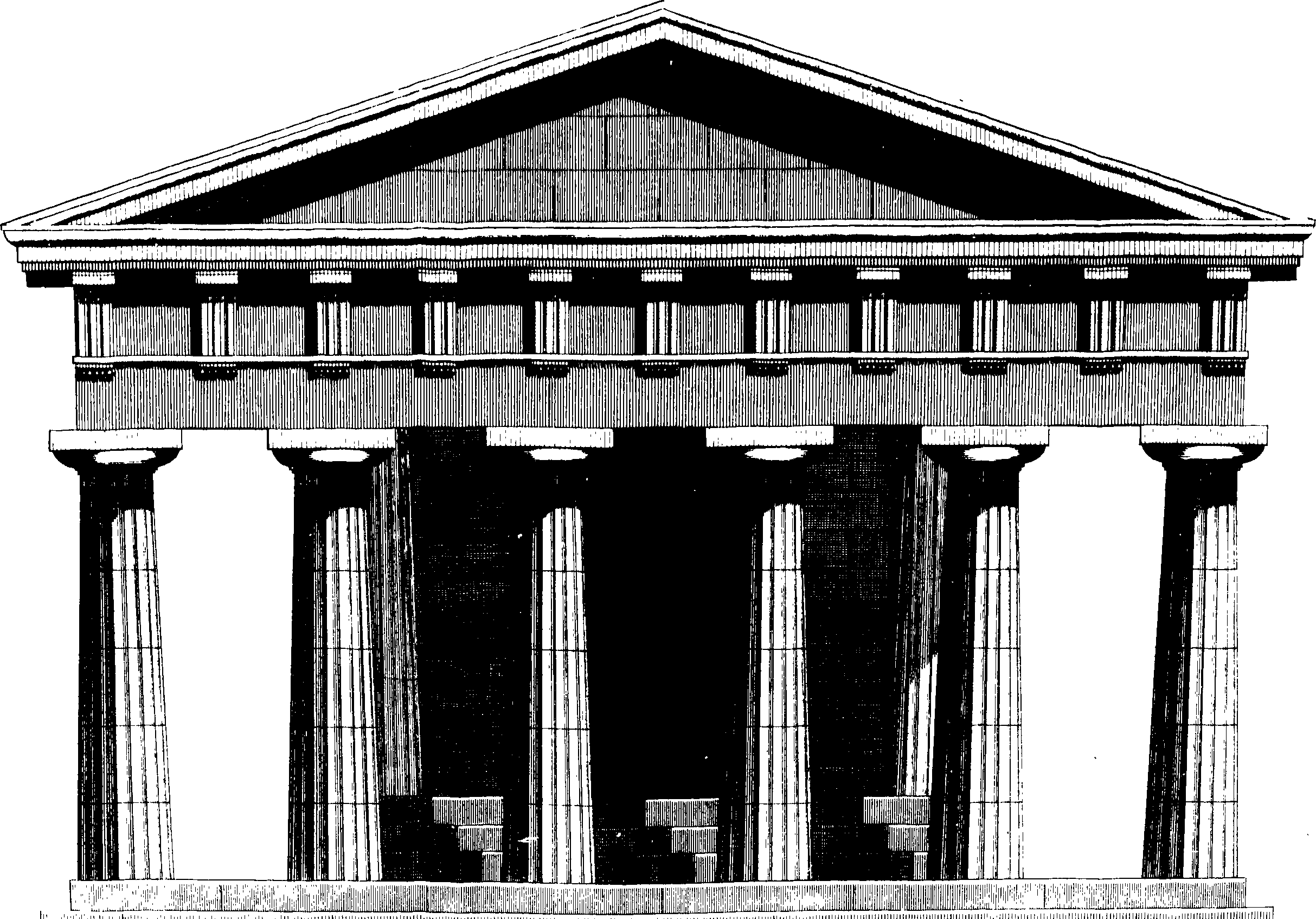
Blatt aus The Ruins of Pæstum, 1768

Major stach in Paris nach Nicolaes Pietersz. Berchem, David Teniers dem Jüngeren, Philips Wouwerman, Claude Lorrain und anderen. Im Auftrag des britischen Altertumsforschers Robert Wood, der 1751 zusammen mit dem britischen Kunstsammler James Dawkins die antiken Ruinen von Palmyra und Baalbek bereist hatte, fertigte er zu dessen Schriften The Ruins of Palmyra und The Ruins of Balbec, die 1753 bzw. 1757 in London erschienen, nach Zeichnungen von Giovanni Battista Borra Stiche an, die eine hohe Bedeutung für die Rezeption der Antike und ihrer Architektur hatten. Sie begünstigten die Entstehung des Klassizismus ebenso wie Rezeption seiner späteren, 24-blättrigen Stichfolge The Ruins of Pæstum, die – zum Teil ebenfalls nach Zeichnungen von Borra – die antiken Ruinen der im 18. Jahrhundert wiederentdeckten griechischen Tempel von Paestum zeigte. Jene beförderten dort den Tourismus als Destination einer Grand Tour, bereiteten den Boden für das Greek Revival vor, indem sie die dorische Ordnung der antiken griechischen Architektur ins Bewusstsein von Kunsthistorikern und Architekten rückten, und unterstützten die zeitgenössische „griechische Theorie“ von Marc-Antoine Laugier und Johann Joachim Winckelmann, nach der die Kultur der griechischen Antike der römischen überlegen gewesen sei – supériorité des Grecs. Der kulturhistorischen Annahme einer Überlegenheit der antiken Griechen folgten als Dekorationsstil der Goût grec und im Weiteren die Mode à la grecque.
Major signierte seine Werke zuweilen mit dem Anagramm seines Familiennamens, Jorma, das er auch zur Apokope Jor. verkürzte.

## Veröffentlichungen (Auswahl)
- The Ruins of Palmyra. 1753 (Digitalisat).
- Recueil d’Estampes gravées d’après les meilleurs tableaux des grands maîtres dont on a fait choix dans les cabinets les plus célèbres d’Angleterre et de France. Katalog, 1754 und 1768.
- The Ruins of Baalbec. 1757 (Digitalisat).
- The Ruins of Pæstum, otherwise Posidonia, in Magna Græcia. 1768 (Digitalisat), in Französisch 1768, in Deutsch 1781.[5]